# ۵ آذر
۵ آذر دویست و پنجاه و یکمین روز سال در گاه‌شماری خورشیدی است. به پایان سال ۱۱۴ روز (۱۱۵ روز در سال کبیسه) باقی‌است.

## رویدادها
- ۳۸۱ قبل از میلاد - آخرین جنگ اردشیر بابکان، با رومیان، با پیروزی ایران، به پایان رسید.
- ۱۱۱۷ - نبرد تنگه خیبر
- ۱۲۸۶ - مجلس جدید التاسیس شورا، بودجه دربار را سیصد هزار تومان کسر و به پانصد هزار تومان کاهش داد و شهریه زنان ناصرالدین شاه را هم حذف کرد، که این عمل، شروع دشمنی محمدعلی شاه قاجار با مجلس بود.
- ۱۳۶۹ - موشک دلتا ۲، اولین پرواز آزمایشی خود را انجام داد.
- ۱۳۸۶ - حادثه ۵ آذر ۱۳۸۶ فروند هواگرد نظامی مک‌دانل داگلاس اف-۴ فانتوم ۲ آجا
- ۱۳۹۵ - برخورد قطار در محور سمنان–دامغان

## زادروزها
- ۱۳۳۴ - محمدعلی بنی اسدی، نقاش، تصویرگر
- ۱۳۳۷ - نادر مشایخی، موسیقی‌دان و رهبر ارکستر

## مرگ‌ها
- ۱۳۲۱ - محمد علی فروغی، ادیب و سیاست‌مدار
- ۱۳۵۷ - محمد غروی کاشانی، فقیه و یکی از مخالفان دودمان پهلوی
- ۱۳۶۹ - سیدحسن میرخانی، خوشنویس و شاعر
- ۱۳۸۲ - صادق خلخالی، قاضی دادگاه انقلاب و مشکوک به اینکه قاتل امیرعباس هویدا است
- ۱۳۸۴ - مرتضی ممیز، طراح گرافیک و تصویرگر
- ۱۳۸۵ - بابک بیات، آهنگساز
- ۱۳۸۹ - رضا عارفان، بازیگر
- ۱۴۰۱ - شورش نیکنام، یکی از کشته‌شدگان خیزش ۱۴۰۱ ایران